# Manchester United F.C. mùa bóng 1903–04
Mùa giải 1903-04 là mùa giải thứ 12 của Manchester United trong Liên đoàn bóng đá.

## Giải bóng đá hạng hai (Second Division)
| Thời gian            | Đối thủ              | H/A | Tỷ số Bt-Bb | Cầu thủ ghi bàn                                  | Số lượng khán giả |
| -------------------- | -------------------- | --- | ----------- | ------------------------------------------------ | ----------------- |
| 5 tháng 9 năm 1903   | Bristol City         | H   | 2 – 2       | Griffiths (2)                                    | 40,000            |
| 7 tháng 9 năm 1903   | Burnley              | A   | 0 – 2       |                                                  | 5,000             |
| 12 tháng 9 năm 1903  | Burslem Port Vale    | A   | 0 – 1       |                                                  | 3,000             |
| 19 tháng 9 năm 1903  | Glossop              | H   | 5 – 0       | Griffiths (2), Arkesden, Downie, A. Robertson    | 3,000             |
| 26 tháng 9 năm 1903  | Bradford City        | H   | 3 – 1       | Pegg (3)                                         | 30,000            |
| 3 tháng 10 năm 1903  | Woolwich Arsenal     | A   | 0 – 4       |                                                  | 20,000            |
| 10 tháng 10 năm 1903 | Barnsley             | H   | 4 – 0       | Pegg (2), Griffiths, A. Robertson                | 20,000            |
| 17 tháng 10 năm 1903 | Lincoln City         | A   | 0 – 0       |                                                  | 5,000             |
| 24 tháng 10 năm 1903 | Stockport County     | H   | 3 – 1       | Arkesden, Grassam, Schofield                     | 15,000            |
| 7 tháng 11 năm 1903  | Bolton Wanderers     | H   | 0 – 0       |                                                  | 30,000            |
| 21 tháng 11 năm 1903 | Preston North End    | H   | 0 – 2       |                                                  | 15,000            |
| 19 tháng 12 năm 1903 | Gainsborough Trinity | H   | 4 – 2       | Arkesden, Duckworth, Grassam, A. Robertson       | 6,000             |
| 25 tháng 12 năm 1903 | Chesterfield         | H   | 3 – 1       | Arkesden (2), A. Robertson                       | 15,000            |
| 26 tháng 12 năm 1903 | Burton United        | A   | 2 – 2       | Arkesden (2)                                     | 4,000             |
| 2 tháng 1 năm 1904   | Bristol City         | A   | 1 – 1       | Griffiths                                        | 8,000             |
| 9 tháng 1 năm 1904   | Burslem Port Vale    | H   | 2 – 0       | Arkesden, Grassam                                | 10,000            |
| 16 tháng 1 năm 1904  | Glossop              | H   | 3 – 1       | Arkesden (2), Downie                             | 10,000            |
| 23 tháng 1 năm 1904  | Bradford City        | A   | 3 – 3       | Griffiths (2), Downie                            | 12,000            |
| 30 tháng 1 năm 1904  | Woolwich Arsenal     | H   | 1 – 0       | A. Robertson                                     | 40,000            |
| 13 tháng 2 năm 1904  | Lincoln City         | H   | 2 – 0       | Downie, Griffiths                                | 8,000             |
| 9 tháng 3 năm 1904   | Blackpool            | A   | 1 – 2       | Grassam                                          | 3,000             |
| 12 tháng 3 năm 1904  | Burnley              | H   | 3 – 1       | Grassam (2), Griffiths                           | 14,000            |
| 19 tháng 3 năm 1904  | Preston North End    | A   | 1 – 1       | Arkesden                                         | 7,000             |
| 26 tháng 3 năm 1904  | Grimsby Town         | H   | 2 – 0       | A. Robertson (2)                                 | 12,000            |
| 28 tháng 3 năm 1904  | Stockport County     | A   | 3 – 0       | Hall, Pegg, Schofield                            | 2,500             |
| 1 tháng 4 năm 1904   | Chesterfield         | A   | 2 – 0       | Bell, Hall                                       | 5,000             |
| 2 tháng 4 năm 1904   | Leicester Fosse      | A   | 1 – 0       | McCartney                                        | 4,000             |
| 5 tháng 4 năm 1904   | Barnsley             | A   | 2 – 0       | Grassam, Schofield                               | 5,000             |
| 9 tháng 4 năm 1904   | Blackpool            | H   | 3 – 1       | Grassam (2), Schofield                           | 10,000            |
| 12 tháng 4 năm 1904  | Grimsby Town         | A   | 1 – 3       | Grassam                                          | 8,000             |
| 16 tháng 4 năm 1904  | Gainsborough Trinity | A   | 1 – 0       | A. Robertson                                     | 4,000             |
| 23 tháng 4 năm 1904  | Burton United        | H   | 2 – 0       | Grassam, A. Robertson                            | 8,000             |
| 25 tháng 4 năm 1904  | Bolton Wanderers     | A   | 0 – 0       |                                                  | 10,000            |
| 30 tháng 4 năm 1904  | Leicester Fosse      | H   | 5 – 2       | Schofield (2), Bonthron, Griffiths, A. Robertson | 7,000             |

| # | Câu lạc bộ        | Tr | T  | H | B  | Bt | Bb | Hs | Điểm |
| - | ----------------- | -- | -- | - | -- | -- | -- | -- | ---- |
| 2 | Woolwich Arsenal  | 34 | 21 | 7 | 6  | 91 | 22 | 69 | 49   |
| 3 | Manchester United | 34 | 20 | 8 | 6  | 65 | 33 | 32 | 48   |
| 4 | Bristol City      | 34 | 18 | 6 | 10 | 73 | 41 | 22 | 42   |

## FA Cup
| Thời gian                | Vòng đấu                           | Đối thủ       | H/A          | Tỷ số Bt-Bb | Cầu thủ ghi bàn             | Số lượng khán giả |
| ------------------------ | ---------------------------------- | ------------- | ------------ | ----------- | --------------------------- | ----------------- |
| 12 tháng 12 năm 1903     | Vòng trung gian                    | Small Heath   | H            | 1 – 1       | Schofield                   | 10,000            |
| 16 tháng 12 năm 1903     | Vòng trung gian Trận đấu lại       | Small Heath   | A            | 1 – 1       | Arkesden                    | 5,000             |
| 21 tháng 12 năm 1903     | Vòng trung gian Trận đấu lại lần 2 | Small Heath   | Bramall Lane | 1 – 1       | Schofield                   | 3,000             |
| 11 tháng 1 năm 1904      | Vòng trung gian trận đấu lại lần 3 | Small Heath   | Hyde Road    | 3 – 1       | Arkesden (2), Grassam       | 9,372             |
| 6 tháng 2 năm 1904       | Vòng 1                             | Notts County  | A            | 3 – 3       | Arkseden, Downie, Schofield | 12,000            |
| ngày 10 tháng 2 năm 1904 | Vòng 1 Trận đấu lại                | Notts County  | H            | 2 – 1       | Morrison, Pegg              | 18,000            |
| 20 tháng 2 năm 1904      | Vòng 2                             | The Wednesday | A            | 0 – 6       |                             | 22,051            |

## Thống kê Đội bóng
| Vị trí | Tên                   | Giải bóng đá Hạng hai | Giải bóng đá Hạng hai | FA Cup  | FA Cup       | Tổng cộng | Tổng cộng    |
| Vị trí | Tên                   | Số trận               | Số bàn thắng          | Số trận | Số bàn thắng | Số trận   | Số bàn thắng |
| ------ | --------------------- | --------------------- | --------------------- | ------- | ------------ | --------- | ------------ |
| TM     | Harry Moger           | 13                    | 0                     | 0       | 0            | 13        | 0            |
| TM     | John Willie Sutcliffe | 21                    | 0                     | 7       | 0            | 28        | 0            |
| HV     | Tommy Blackstock      | 7                     | 0                     | 3       | 0            | 10        | 0            |
| HV     | Bob Bonthron          | 33                    | 1                     | 7       | 0            | 40        | 1            |
| HV     | Vince Hayes           | 21                    | 0                     | 3       | 0            | 24        | 0            |
| HV     | Bert Read             | 8                     | 0                     | 1       | 0            | 9         | 0            |
| TV     | Alex Bell             | 6                     | 1                     | 0       | 0            | 6         | 1            |
| TV     | Walter Cartwright     | 9                     | 0                     | 6       | 0            | 15        | 0            |
| TV     | Alex Downie           | 29                    | 4                     | 6       | 1            | 35        | 5            |
| TV     | Dick Duckworth        | 1                     | 1                     | 0       | 0            | 1         | 1            |
| TV     | Billy Griffiths       | 30                    | 11                    | 7       | 0            | 37        | 11           |
| TV     | Charlie Roberts       | 2                     | 0                     | 0       | 0            | 2         | 0            |
| TV     | Alex Robertson        | 27                    | 10                    | 5       | 0            | 32        | 10           |
| TĐ     | Tommy Arkesden        | 26                    | 11                    | 6       | 4            | 32        | 15           |
| TĐ     | Ralph Gaudie          | 7                     | 0                     | 1       | 0            | 8         | 0            |
| TĐ     | Billy Grassam         | 23                    | 11                    | 5       | 1            | 28        | 12           |
| TĐ     | Proctor Hall          | 8                     | 2                     | 0       | 0            | 8         | 2            |
| TĐ     | William Hartwell      | 1                     | 0                     | 0       | 0            | 1         | 0            |
| TĐ     | Hugh Kerr             | 2                     | 0                     | 0       | 0            | 2         | 0            |
| TĐ     | George Lyons          | 2                     | 0                     | 0       | 0            | 2         | 0            |
| TĐ     | Bill McCartney        | 13                    | 1                     | 0       | 0            | 13        | 1            |
| TĐ     | Tommy Morrison        | 9                     | 0                     | 7       | 1            | 16        | 1            |
| TĐ     | Dick Pegg             | 13                    | 6                     | 3       | 1            | 16        | 7            |
| TĐ     | Sandy Robertson       | 24                    | 0                     | 2       | 0            | 26        | 0            |
| TĐ     | Tom Robertson         | 3                     | 0                     | 0       | 0            | 3         | 0            |
| TĐ     | Alf Schofield         | 26                    | 6                     | 7       | 3            | 33        | 9            |
| TĐ     | Joseph Schofield      | 2                     | 0                     | 0       | 0            | 2         | 0            |
| TĐ     | Harry Wilkinson       | 8                     | 0                     | 1       | 0            | 9         | 0            |